# 520

520(오백이십)은 519보다 크고 521보다 작은 자연수다.

## 수학
- 합성수로, 그 약수는 총 16개다. (1, 2, 4, 5, 8, 10, 13, 20, 26, 40, 52, 65, 104, 130, 260, 520)
  - 520의 진약수의 합은 740이므로, 520은 과잉수다.
- 41번째 불가촉수다. 앞의 불가촉수는 518, 다음은 530이다.
- {\displaystyle 520=6^{2}+22^{2}=14^{2}+18^{2}}
  - 서로 다른 두 자연수의 제곱합으로 나타낼 수 있는 수다.
- {\displaystyle 520=2^{3}+8^{3}=2^{3}+2^{9}}
  - 서로 다른 두 자연수의 세제곱합으로 나타낼 수 있는 수다.
- {\displaystyle 51^{2}-1}은 520으로 나누어떨어진다.

## 과학·기술
- NGC 520(영어판): 물고기자리 방향에 있는 상호작용 나선은하.
- 노키아 루미아 520: 노키아에서 제작, 2013년 4월 22일에 출시한 보급형 스마트폰.

## 교통

### 철도
- 수도권 전철 5호선 목동역의 역번호.

### 도로
- 고속도로
  - 오토루트 520호선(프랑스어판): 프랑스의 고속도로.
- 기타 도로
  - 520번 지방도 (폐지): 충청북도 음성군 감곡면 원당리에서 충주시 노은면 문성리까지 이어지던 대한민국의 과거 지방도. 525번 지방도에 통폐합되었다.
  - 현도 제520호선

## 군사
- U-520(영어판): 제2차 세계 대전에서 사용된 나치 독일의 군용 잠수함.

## 문화유산
- 대한민국의 보물 제520호: 창녕 술정리 서 삼층석탑
- 대한민국의 사적 제520호: 서울 용산신학교

## 방송
- KT HCN의 ONT 채널 번호.

## 기타
- 날짜: 5월 20일
- 연도: 520년, 기원전 520년
- 520년대
- 한국십진분류법에서 농업 및 농학에 관한 책들이 분류되는 번호.
- 일본항공 123편 추락 사고의 희생자는 520명이다.